# Chemistry
Chemistry je šestá epizoda amerického televizního muzikálového seriálu Smash. Epizoda měla premiéru na televizní stanici NBC 12. března 2012.

## Děj epizody
Ivy (Megan Hilty) náhle dostane laryngitidu, Julia (Debra Messing) opět prožívá milostnou aférku s Michaelem (Will Chase), Eileen (Anjelica Huston) a Ellis (Jamie Cepero) si povídají v baru a Karen (Katharine McPhee) vystupuje v baru baru micva.

## Seznam písní
- "Let Me Be Your Star"
- "Who You Are"
- "Shake It Out"
- "History is Made at Night"

## Natáčení
V této epizodě se opět objeví Will Chase jako herec Michael Swift.
Jedna z písní, která zazní epizodě byla již předem dlouho ohlášena, a to "Shake It Out" of Florence and the Machine a v seriálu ji zpívá Katharine McPhee. Původní píseň "History is Made at Night", kterou zpívají Megan Hilty, Will Chase a obsazení muzikálu Marylin, se v seriálu objevila poprvé, poprvé se objevila v epizodě The Cost of Art. Také v epizodě můžeme slyšet verzi Megan Hilty písně "Let Me Be Your Star". Také byla v epizodě obsažena Hiltina verze písně "Who You Are" původně od Jessie J. Pouze skladba "History is Made at Night" byla dostupná ke stažení na iTunes.